# Архиепархия Святого Бонифация
Архиепархия святого Бонифация (лат. Archidioecesis Sancti Bonifacii) — архиепархия Римско-Католической церкви с центром в городе Виннипег, Канада. Архиепархия святого Бонифация действует на территории провинции Манитоба и объединяет франкоязычных канадцев, проживающих в этой провинции. Кафедральным собором архиепархии является собор святого Бонифация в Виннипеге.

## История
16 апреля 1844 года Римский папа Григорий XVI издал бреве Ex debito, которым учредил апостольский викариат Норд-Уэст, выделив его из архиепархии Квебека. 4 июня 1847 года апостольский викариат Норд-Уэст был преобразован в епархию святого Бонифация. 8 апреля 1862 года епархия Бонифация уступила часть своей территории новому апостольскому викариату Атабаска-Маккензе (сегодня — Архиепархия Груар-МакЛеннан).
22 сентября 1871 года епархия святого Бонифация уступила часть своей территории новой епархии святого Альберта (сегодня — Архиепархия Эдмонтона) и была возведена в ранг архиепархии. 
11 июля 1882 года, 4 июня 1891 года, 4 марта 1910 года, 4 декабря 1915 года и 29 апреля 1952 года архиепархия Бонифация уступила часть своей территории апостольскому викариату Понтиаку (сегодня — Епархия Пемброка), апостольскому викариату Саскатчеван (сегодня — Епархия Принс-Альберта), епархии Реджайны, архиепархии Виннипега и епархии Форт-Уильямса (сегодня — Епархия Тандер-Бея).

## Ординарии архиепархии
- епископ Joseph Norbert Provencher (16.04.1844 — 7.06.1853);
- епископ Alexander-Antonine Taché (7.06.1853 — 22.06.1894);
- архиепископ Луи-Филип Ланжевен (8.01.1895 — 15.06.1915);
- архиепископ Arthur Béliveau (9.11.1915 — 14.09.1955);
- архиепископ Maurice Baudoux (14.09.1955 — 7.09.1974);
- архиепископ Antoine Hacault (7.09.1974 — 13.04.2000);
- архиепископ Émilius Goulet (23.06.2001 — 3.07.2009);
- архиепископ Albert LeGatt (3.07.2009 — по настоящее время).

## Источник
- Annuario Pontificio, Libreria Editrice Vaticana, Città del Vaticano, 2003, ISBN 88-209-7422-3
- Бреве Ex debito, Raffaele de Martinis, Iuris pontificii de propaganda fide. Pars prima, т. V, Romae, 1893, стр. 332—333